# Enos (vlinders)
Enos is een geslacht van vlinders van de familie Lycaenidae, uit de onderfamilie Theclinae.

## Soorten
- E. falerina (Hewitson, 1867)
- E. maculata (Lathy, 1936)
- E. mazurka (Hewitson, 1867)
- E. myrtea (Hewitson, 1867)
- E. thara (Hewitson, 1867)